# Pro-cathédrale Notre-Dame-de-Grâce de Praia
Cette  cathédrale ne doit pas être confondue avec une autre cathédrale du Cap-Vert.
 D’autres cathédrales portent le nom de cathédrale Notre-Dame-de-Grâce.
La pro-cathédrale Notre-Dame-de-Grâce de Praia (en espagnol : Procatedral de Nuestra Señora de la Gracia) est une église catholique située le long de l’Avenida Andrade Corvo sur la place Alexandre Albuquerque, dans le quartier historique du Plateau  à Praia au Cap-Vert. 

## Présentation
L'église a été construite entre 1894 et 1902. 
C'est le siège du diocèse catholique romain de Santiago de Cabo Verde, fondé en 1533.
L'église a été construite dans un style néoclassique. Sa façade principale et son entrée se trouvent sur la Praça Alexandre Albuquerque ; le clocher se trouve à l'arrière de l'église, sur l'Avenida Andrade Corvo. 
Elle est parfois désignée comme « la cathédrale de Praia », mais son statut actuel est celui de « pro-cathédrale ».
Le pape Jean-Paul II s’y est rendu le 25 janvier 1990.